# Cá hồi AquAdvantage
AquAdvantage là một giống cá hồi do công ty AquaBounty tại Massachusetts sản xuất, là giống cá hồi Đại Tây Dương có mang hormone tăng trưởng từ cá hồi Chinook và cấy vùng gien khởi động từ một loài cá nheo đại dương. Những gen này cho phép nó phát triển quanh năm thay vì chỉ trong mùa xuân và mùa hè. Mục đích của việc sửa đổi là để tăng tốc độ loài cá phát triển, mà không ảnh hưởng kích thước cuối cùng của nó hoặc những phẩm chất khác. Kết quả là một loại cá hồi đạt độ lớn có thể đưa ra tiêu thụ chỉ trong vòng 16-18 tháng, thay vì ba năm như cá thông thường. Con số thứ hai đề cập đến giống có tốc độ tăng trưởng đã được cải thiện bằng 2: 1 là kết quả của chọn giống truyền thống. Người nuôi cá hồi thông thường công khai thách thức tốc độ tăng trưởng như tuyên bố. 

## Biến đổi gen
Cá hồi AquAdvantage là con cái cá hồi Đại Tây Dương tam bội (có ba bộ nhiễm sắc thể trong khi đó con người có hai bộ), với một bản sao duy nhất của opAFP-GHc2 mà cấp mã cho một vùng gien khởi động từ cá nheo đại dương và một nội tiết tố tăng trưởng từ cá hồi Chinook:vii, 8. Tính tam bội ngăn chặn loại cá hồi này không lai giống với loài cá lưỡng bội trong hoang dã. Các gen chuyển cho phép các cá để đạt được tốc độ tăng trưởng nhanh.

## Sản xuất
AquAdvantage xây dựng một cơ sở nuôi trồng thủy sản 100 tấn/năm ở vùng cao nguyên lục địa ở Panama, một phần nhỏ của các cơ sở nuôi cá hồi Đại Tây Dương có sản lượng 230.000 tấn trên toàn cầu.

### Nuôi cá
Nuôi trồng thủy sản thương mại là phân khúc phát triển nhanh nhất của ngành nông nghiệp, chiếm hơn 60 triệu tấn trong năm 2012, so với 90 triệu tấn cá đánh bắt tự nhiên. Năm 2012, sản lượng nuôi trồng thủy sản lần đầu tiên đã vượt quá sản lượng thịt bò. Trong khi nông nghiệp dựa trên đất ngày càng tăng từ 2% đến 3% mỗi năm, nuôi trồng thủy sản đã tăng trưởng với tốc độ trung bình khoảng 9% mỗi năm kể từ năm 1970. Tính đến năm 2011, ngành nuôi cá hồi sản xuất 1,9 triệu tấn cá.

## Các mối lo ngại
Ngành nuôi trồng thủy sản có sử dụng cá hồi nuôi thông thường chủ yếu là cá hồi Đại Tây Dương, nuôi loài cá này trong lưới quây. Tại Bắc Mỹ, ngành nuôi cá hồi thực hiện chủ yếu ở các vùng nước ven biển ngoài khơi tiểu bang Washington, British Columbia, và Maine. Tuy nhiên, đơn gửi FDA đề nghị chấp thuận cá hồi AquAdvantage trong các khu vực nuôi bể ở trên đất liền mà không dính dáng gì đến đại dương.
Các nhà phê bình lo ngại về tác động môi trường, nếu những cá thoát ra các con sông hoặc đại dương. Các kịch bản xâm lấn mô hình hóa trong môi trường bán tự nhiên cho rằng cá hồi biến đổi gene sẽ cạnh tranh vượt trội cá hồi hoang dã. Tuy nhiên, các nhà nghiên cứu đã phát triển giả thuyết "gen Trojan" thường được các nhà phê bình loài cá hồi này trích dẫn cho rằng đã làm giảm kịch bản này, ghi nhận "tội lỗi của thiếu sót" của họ và mô tả nó như một "huyền thoại đô thị".
Whole Foods, Trader Joe's, Aldi, và các cửa hàng tạp hóa khác trên khắp nước Mỹ đã công bố rằng họ sẽ không cung cấp AquAdvantage.

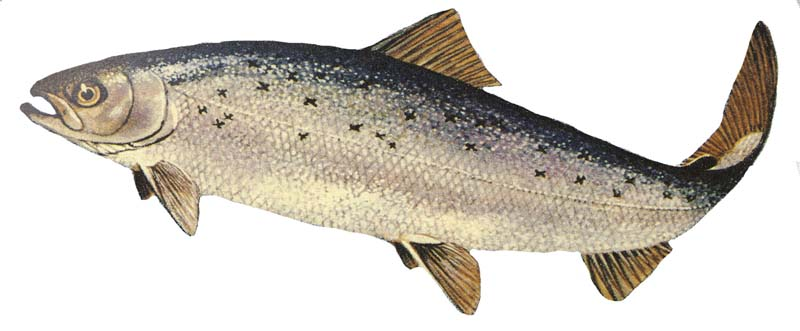
Cá hồi Đại Tây Dương hoang dã (Salmo salar)

### Trong môi trường mới
Cá có thể học cách ăn con mồi mới sau khi rời khỏi môi trường sản xuất giống. Những sự thích nghi này có thể đặt ra rủi ro nếu cá hồi biến đổi gene đã được thả vào tự nhiên. 
Cá hồi biến đổi gene có khả năng tồn tại lâu gấp đôi như mẫu vật hoang dã. Khả năng cá hồi biến đổi gene để phát triển nhanh hơn không nhất thiết có nghĩa là chúng bị ưu tiên săn mồi, và điều này dẫn đến tăng tỷ lệ sống. Trong một kịch bản cạnh tranh, chẳng hạn là thả một con cá biến đổi gene từ một trang trại cá hồi vào trong môi trường hoang dã, cá hồi biến đổi gene ban đầu có thể cạnh tranh hơn hẳn cá hồi hoang dã về thức ăn. Thành công này sẽ cho phép sống sót cao cá hồi của biến đổi gene.

### Tốc độ tăng trưởng
Cá biến đổi gene có tiềm năng để nuôi hiệu quả hơn so với cá hồi hoang dại. Điều này dẫn đến một tỷ lệ tăng trưởng nhanh trong năm đầu tiên sau khi nở. Những con cá này có khả năng tăng trưởng nhanh hơn so với loại cá hồi hoang dã-11 lần. Đặc điểm này cho phép GM cá hồi để trưởng thành nhanh hơn và cung cấp cho họ khả năng để tái sản sinh ít hơn hai năm. Sự tăng trưởng nhanh hơn này có nghĩa rằng cá hồi biến đổi gene có thể sinh sản với tốc độ nhanh hơn nhiều so với cá hồi hoang dã.

### Smoltification
Smoltification là quá trình thích nghi của cá hồi nước ngọt từ nước biển. Cá hồi biến đổi gene có khả năng có thể đạt được kích thước smolt chỉ trong một năm. Điều này có thể cho phép cá biến đổi gene tiếp cận với đại dương nhanh hơn. Khả năng tiếp cận với đại dương đầu tiên có thể cho phép GM cá hồi để tiếp cận lương thực nhiều hơn với ít sự cạnh tranh từ hoang dại cá hồ.

### Tính chất gây dị ứng
Cá là một trong những loại thực phẩm mà FDA được pháp luật yêu cầu phải xem xét đặc biệt, liên quan đến dị ứng:97. Là một phần của quá trình điều tiết, FDA yêu cầu dữ liệu về thay đổi xảy ra trong các loại hay mức độ cá chất gây dị ứng (ví dụ như parvalbumin) trong AquAdvantage. FDA xem xét dữ liệu từ các công ty và kết luận, "Tác dụng gây dị ứng của cá hồi tam bội không khác đáng kể so với loài cá hồi lưỡng bội có kiểm soát." ":104.

### Khả năng bơi
Cá hồi biến đổi gene thiếu khả năng bơi so với cá hồi hoang dã. Mẫu vật AquAdvantage tiêu thụ nhiều năng lượng hơn khi bơi hơn hoang dại cá hồi. Điều này rất có thể là do các loại sợi cơ. Sợi cơ cá hồi biến đổi gene có đường kính nhỏ hơn so với cá hồi hoang dại. Lực cơ bắp cụ thể có thể tạo ra là tỷ lệ thuận với đường kính của các cơ bắp, và có đường kính nhỏ hơn cơ bắp, GM sản xuất cá hồi ít lực lượng hơn so với các đối tác hoang dại của chúng.

### Cạnh tranh sinh sản
Theo mô hình mô phỏng, cả hai cá hồi con tự lập sau khi sinh và bơi ngược sông cá hồi đực biến đổi gene thiếu khả năng sinh sản thành công và có số lượng suy giảm còn sống sót của cá hồi con. Cá hồi biến đổi gen thiếu sự thành công thụ tinh có thể được quy cho sự trung thành địa điểm sinh sản, tần số rung, và sự tham gia của trứng. Trong môi trường cạnh tranh mô phỏng, 94% các dòng khác nhau xảy ra bởi hoang dại cá hồi, trong khi chỉ có 5,4% là do cá hồi biến đổi gen . Lợi thế này cho phép nhiều hơn hai lần như nhiều hoang dại con cái để được sản xuất. Các đặc tính khác mà có thể gây hoang dại con đực để được lựa chọn thường xuyên hơn có thể là thiếu sự tăng trưởng của các kype, hàm móc của cá đực, và màu đỏ ở cá đực bơi ngược sông, trong đó chứng tỏ sự trưởng thành tình dục với cá cái.
Sử dụng phân tích in vitro, cá hồi biến đổi gene xuất ra tinh dịch ít đậm đặc hơn nhiều và có số lượng tinh trùng thấp hơn và tốc của tinh trùng giảm, tất cả đều có thể làm giảm sự thụ tinh thành công GM hồi của Bản mẫu:SFN

### Giải pháp
AquaBounty giải quyết những mối quan tâm bằng cách nuôi dưỡng con cái sinh sản và không có khả năng. Bỏ trốn không thể tái tạo hoặc tự nhiên hoặc bằng cách giao phối với loài hoang dã, bởi vì họ là tất cả tam bội. Công ty có kế hoạch cung cấp cho nông dân với cá hơn là trứng.

## Xem xét của FDA
Cục quản lý Thực phẩm và Dược phẩm Hoa Kỳ (FDA) đã có một đánh giá liên tục đơn của AquaBounty Technologies như động vật biến đổi gen đầu tiên để tham gia vào việc cung cấp thực phẩm Hoa Kỳ. Các nhà phát triển trình tập dữ liệu đầu tiên của mình với FDA vào năm 1996 và đã quyên góp 10 thế hệ của cá.
Trong tháng 9 năm 2010, một ban cố vấn của FDA chỉ ra rằng cá là "rất khó để gây ra bất kỳ tác động đáng kể đến môi trường" và "an toàn như thực phẩm từ cá hồi Đại Tây Dương thường" Kathleen Jones của FDA Trung tâm Thú y cho biết:
Tóm lại, tất cả các dữ liệu và thông tin chúng tôi xem xét lại... thực khiến chúng tôi đi đến kết luận rằng cá hồi AquAdvantage là cá hồi Đại Tây Dương, và thực phẩm từ cá hồi AquAdvantage là an toàn như thực phẩm từ cá hồi Đại Tây Dương khác.

Trong tháng 10 năm 2010, 39 nhà lập pháp yêu cầu FDA để từ đơn. Nhóm khác yêu cầu rằng loại cá này mang một nhãn xác định nguồn gốc biến đổi gen của nó. Mối quan tâm bao gồm sai sót bị cáo buộc trong khử trùng và cách ly, và sử dụng kháng sinh quá mức. Trong năm 2012, các cổ đông lớn của AquaBounty Technologies, nói rằng ông nghi ngờ chính rằng sẽ được phê chuẩn cho cá hồi AquAdvantage trong một năm bầu cử Mỹ.
Ngày 25 tháng 12 năm 2012, FDA đã công bố một dự thảo đánh giá môi trường cho cá hồi AquAdvantage. FDA cũng công bố một Tìm kiếm sơ bộ của Không tác động đáng kể. Một thời hạn 60 ngày cho công chúng bình luận đã trôi qua trước khi FDA xem xét cá hồi Aquadvantage thêm lần nữa, mà đã tự ý kéo dài cho đến tháng năm 2013. Tính đến tháng 5 năm 2013, thời kỳ bình luận công khai chính thức kết thúc, và FDA sau đó đã được dự kiến hoàn thành đánh giá của mình.
Ngày 25 tháng 11 năm 2013, Cục Môi trường Canada phê chuẩn sản phẩm cho sản xuất trứng cá hồi cho mục đích thương mại ở Canada. Tuy nhiên, cơ quan quản lý có liên quan khác vẫn cần cung cấp thông qua trước khi trứng và cá hồi có thể được bán ra.
Ngày 19 Tháng 11 năm 2015, FDA đã công bố rằng "cá hồi AquAdvantage cũng an toàn để ăn như bất kỳ cá hồi Đại Tây Dương không biến đổi gien, và bổ dưỡng cũng vậy.".